# Vladimír Bachratý
Vladimír Bachratý (* 1941) je bývalý slovenský fotbalový útočník.

## Hráčská kariéra
V československé lize hrál za Spartak Trnava, Slovan Nitra a Lokomotívu Košice, vstřelil celkem 9 prvoligových branek. V sezoně 1962/63 nastupoval i jako obránce.

### Prvoligová bilance
| Ročník            | Zápasy | Góly | Minuty | Klub              |
| ----------------- | ------ | ---- | ------ | ----------------- |
| I. liga 1958/1959 | 6      | 0    | –      | Spartak Trnava    |
| I. liga 1960/1961 | 12     | 3    | –      | Slovan Nitra      |
| I. liga 1961/1962 | 26     | 5    | –      | Slovan Nitra      |
| I. liga 1962/1963 | 19     | 0    | –      | Slovan Nitra      |
| I. liga 1965/1966 | 3      | 1    | –      | Lokomotíva Košice |
| CELKEM I. LIGA    | –      | 9    | –      |                   |